# Donje blateštičko jezero
Donje Blateštičko jezero (alb. Liqeni i Baltishtës së Ulët) je ledenjačko jezero na Šar planini na Kosovu. Smješteno je u Blateškom cirku na nadmorskoj visini od 2160 metara. Nalazi se oko šest kilometara jugozapadno od Štrpca. Širina jezera je 13 metara, dužina oko 32 metra, a opseg 78 metara. Najveća dubina je 60 centimetara i prozirno je do dna.
Jezero se napaja vodom iz Gornjeg blateštičkog jezera, otječući kroz morenski materijal, te ima svoj rukavac koji čini lijevi krak Blateštičke rijeke, pritoke Lepenca.